# Сушков, Юрий Акимович
Юрий Акимович Сушков (3 февраля 1938, Ленинград - 31 марта 2022) — российский, ранее советский, шахматный композитор; мастер спорта СССР (1984), международный мастер (1989) и международный арбитр (1984) по шахматной композиции. Автор многих статей по вопросам шахматной композиции. Доктор физико-математических наук, профессор.

## Биография
Родился 3 февраля 1938 года в Ленинграде в семье военнослужащего. Перед войной отец был направлен на службу в Забайкалье. В военные годы семья проживала в воинских гарнизонах в районе маньчжурской границы. В это время отец научил Юрия играть в шахматы. После войны, проживая в Чите, Юрий играл в шахматных турнирах, выполнил норму первого разряда. С шахматной композицией впервые познакомился летом 1952 года, когда приобрёл книгу Кофмана и Умнова «Шахматная задача». В Ленинград семья вернулась в 1959 году.
С 1954 года опубликовал около 700 задач разных жанров, из них около 400 малофигурных задач популярного плана. Центральное место в творчестве занимает жанр двухходовок. На конкурсах удостоен свыше 250 отличий, в том числе около 150 призов (свыше 55 — первых). Финалист семи личных чемпионатов СССР по шахматной композиции (1965—1987). Лучшие результаты: 14-й (1983) и 16-й (1985) чемпионаты — 4-5-е места (в разделе двухходовок); 17-й чемпионат (1987) — 3-е место.
Автор более 30 статей по теоретическим вопросам шахматной композиции, в частности, по темам, впервые получившим в них теоретическое обоснование: тема «каприз», тема узловых полей, тема выбора угроз (тема Сушкова), различные формы парадокса Домбровскиса и другие.
Работает профессором математико-механического факультета Санкт-Петербургского государственного университета. Имеет учёную степень доктора физико-математических наук. Научные интересы лежат в области прикладной математики. Опубликовал более 120 научных работ, в том числе более 10 книг и брошюр.

## Избранное творчество
|   | a | b | c | d | e | f | g | h |   |
| - | --- | --- | --- | --- | --- | --- | --- | --- | - |
| 8 | g8 чёрный конь · d7 белая ладья · e7 чёрная пешка · f7 чёрная пешка · h7 белая пешка · b6 белый король · c6 чёрная пешка · e6 белый слон · f6 белый конь · g6 чёрная пешка · a5 чёрная пешка · e5 чёрный король · d4 белый конь · e4 белая пешка · b3 чёрный конь · f3 белая ладья · d2 белый слон · b1 чёрный слон · c1 чёрный слон | g8 чёрный конь · d7 белая ладья · e7 чёрная пешка · f7 чёрная пешка · h7 белая пешка · b6 белый король · c6 чёрная пешка · e6 белый слон · f6 белый конь · g6 чёрная пешка · a5 чёрная пешка · e5 чёрный король · d4 белый конь · e4 белая пешка · b3 чёрный конь · f3 белая ладья · d2 белый слон · b1 чёрный слон · c1 чёрный слон | g8 чёрный конь · d7 белая ладья · e7 чёрная пешка · f7 чёрная пешка · h7 белая пешка · b6 белый король · c6 чёрная пешка · e6 белый слон · f6 белый конь · g6 чёрная пешка · a5 чёрная пешка · e5 чёрный король · d4 белый конь · e4 белая пешка · b3 чёрный конь · f3 белая ладья · d2 белый слон · b1 чёрный слон · c1 чёрный слон | g8 чёрный конь · d7 белая ладья · e7 чёрная пешка · f7 чёрная пешка · h7 белая пешка · b6 белый король · c6 чёрная пешка · e6 белый слон · f6 белый конь · g6 чёрная пешка · a5 чёрная пешка · e5 чёрный король · d4 белый конь · e4 белая пешка · b3 чёрный конь · f3 белая ладья · d2 белый слон · b1 чёрный слон · c1 чёрный слон | g8 чёрный конь · d7 белая ладья · e7 чёрная пешка · f7 чёрная пешка · h7 белая пешка · b6 белый король · c6 чёрная пешка · e6 белый слон · f6 белый конь · g6 чёрная пешка · a5 чёрная пешка · e5 чёрный король · d4 белый конь · e4 белая пешка · b3 чёрный конь · f3 белая ладья · d2 белый слон · b1 чёрный слон · c1 чёрный слон | g8 чёрный конь · d7 белая ладья · e7 чёрная пешка · f7 чёрная пешка · h7 белая пешка · b6 белый король · c6 чёрная пешка · e6 белый слон · f6 белый конь · g6 чёрная пешка · a5 чёрная пешка · e5 чёрный король · d4 белый конь · e4 белая пешка · b3 чёрный конь · f3 белая ладья · d2 белый слон · b1 чёрный слон · c1 чёрный слон | g8 чёрный конь · d7 белая ладья · e7 чёрная пешка · f7 чёрная пешка · h7 белая пешка · b6 белый король · c6 чёрная пешка · e6 белый слон · f6 белый конь · g6 чёрная пешка · a5 чёрная пешка · e5 чёрный король · d4 белый конь · e4 белая пешка · b3 чёрный конь · f3 белая ладья · d2 белый слон · b1 чёрный слон · c1 чёрный слон | g8 чёрный конь · d7 белая ладья · e7 чёрная пешка · f7 чёрная пешка · h7 белая пешка · b6 белый король · c6 чёрная пешка · e6 белый слон · f6 белый конь · g6 чёрная пешка · a5 чёрная пешка · e5 чёрный король · d4 белый конь · e4 белая пешка · b3 чёрный конь · f3 белая ладья · d2 белый слон · b1 чёрный слон · c1 чёрный слон | 8 |
| 7 | g8 чёрный конь · d7 белая ладья · e7 чёрная пешка · f7 чёрная пешка · h7 белая пешка · b6 белый король · c6 чёрная пешка · e6 белый слон · f6 белый конь · g6 чёрная пешка · a5 чёрная пешка · e5 чёрный король · d4 белый конь · e4 белая пешка · b3 чёрный конь · f3 белая ладья · d2 белый слон · b1 чёрный слон · c1 чёрный слон | g8 чёрный конь · d7 белая ладья · e7 чёрная пешка · f7 чёрная пешка · h7 белая пешка · b6 белый король · c6 чёрная пешка · e6 белый слон · f6 белый конь · g6 чёрная пешка · a5 чёрная пешка · e5 чёрный король · d4 белый конь · e4 белая пешка · b3 чёрный конь · f3 белая ладья · d2 белый слон · b1 чёрный слон · c1 чёрный слон | g8 чёрный конь · d7 белая ладья · e7 чёрная пешка · f7 чёрная пешка · h7 белая пешка · b6 белый король · c6 чёрная пешка · e6 белый слон · f6 белый конь · g6 чёрная пешка · a5 чёрная пешка · e5 чёрный король · d4 белый конь · e4 белая пешка · b3 чёрный конь · f3 белая ладья · d2 белый слон · b1 чёрный слон · c1 чёрный слон | g8 чёрный конь · d7 белая ладья · e7 чёрная пешка · f7 чёрная пешка · h7 белая пешка · b6 белый король · c6 чёрная пешка · e6 белый слон · f6 белый конь · g6 чёрная пешка · a5 чёрная пешка · e5 чёрный король · d4 белый конь · e4 белая пешка · b3 чёрный конь · f3 белая ладья · d2 белый слон · b1 чёрный слон · c1 чёрный слон | g8 чёрный конь · d7 белая ладья · e7 чёрная пешка · f7 чёрная пешка · h7 белая пешка · b6 белый король · c6 чёрная пешка · e6 белый слон · f6 белый конь · g6 чёрная пешка · a5 чёрная пешка · e5 чёрный король · d4 белый конь · e4 белая пешка · b3 чёрный конь · f3 белая ладья · d2 белый слон · b1 чёрный слон · c1 чёрный слон | g8 чёрный конь · d7 белая ладья · e7 чёрная пешка · f7 чёрная пешка · h7 белая пешка · b6 белый король · c6 чёрная пешка · e6 белый слон · f6 белый конь · g6 чёрная пешка · a5 чёрная пешка · e5 чёрный король · d4 белый конь · e4 белая пешка · b3 чёрный конь · f3 белая ладья · d2 белый слон · b1 чёрный слон · c1 чёрный слон | g8 чёрный конь · d7 белая ладья · e7 чёрная пешка · f7 чёрная пешка · h7 белая пешка · b6 белый король · c6 чёрная пешка · e6 белый слон · f6 белый конь · g6 чёрная пешка · a5 чёрная пешка · e5 чёрный король · d4 белый конь · e4 белая пешка · b3 чёрный конь · f3 белая ладья · d2 белый слон · b1 чёрный слон · c1 чёрный слон | g8 чёрный конь · d7 белая ладья · e7 чёрная пешка · f7 чёрная пешка · h7 белая пешка · b6 белый король · c6 чёрная пешка · e6 белый слон · f6 белый конь · g6 чёрная пешка · a5 чёрная пешка · e5 чёрный король · d4 белый конь · e4 белая пешка · b3 чёрный конь · f3 белая ладья · d2 белый слон · b1 чёрный слон · c1 чёрный слон | 7 |
| 6 | g8 чёрный конь · d7 белая ладья · e7 чёрная пешка · f7 чёрная пешка · h7 белая пешка · b6 белый король · c6 чёрная пешка · e6 белый слон · f6 белый конь · g6 чёрная пешка · a5 чёрная пешка · e5 чёрный король · d4 белый конь · e4 белая пешка · b3 чёрный конь · f3 белая ладья · d2 белый слон · b1 чёрный слон · c1 чёрный слон | g8 чёрный конь · d7 белая ладья · e7 чёрная пешка · f7 чёрная пешка · h7 белая пешка · b6 белый король · c6 чёрная пешка · e6 белый слон · f6 белый конь · g6 чёрная пешка · a5 чёрная пешка · e5 чёрный король · d4 белый конь · e4 белая пешка · b3 чёрный конь · f3 белая ладья · d2 белый слон · b1 чёрный слон · c1 чёрный слон | g8 чёрный конь · d7 белая ладья · e7 чёрная пешка · f7 чёрная пешка · h7 белая пешка · b6 белый король · c6 чёрная пешка · e6 белый слон · f6 белый конь · g6 чёрная пешка · a5 чёрная пешка · e5 чёрный король · d4 белый конь · e4 белая пешка · b3 чёрный конь · f3 белая ладья · d2 белый слон · b1 чёрный слон · c1 чёрный слон | g8 чёрный конь · d7 белая ладья · e7 чёрная пешка · f7 чёрная пешка · h7 белая пешка · b6 белый король · c6 чёрная пешка · e6 белый слон · f6 белый конь · g6 чёрная пешка · a5 чёрная пешка · e5 чёрный король · d4 белый конь · e4 белая пешка · b3 чёрный конь · f3 белая ладья · d2 белый слон · b1 чёрный слон · c1 чёрный слон | g8 чёрный конь · d7 белая ладья · e7 чёрная пешка · f7 чёрная пешка · h7 белая пешка · b6 белый король · c6 чёрная пешка · e6 белый слон · f6 белый конь · g6 чёрная пешка · a5 чёрная пешка · e5 чёрный король · d4 белый конь · e4 белая пешка · b3 чёрный конь · f3 белая ладья · d2 белый слон · b1 чёрный слон · c1 чёрный слон | g8 чёрный конь · d7 белая ладья · e7 чёрная пешка · f7 чёрная пешка · h7 белая пешка · b6 белый король · c6 чёрная пешка · e6 белый слон · f6 белый конь · g6 чёрная пешка · a5 чёрная пешка · e5 чёрный король · d4 белый конь · e4 белая пешка · b3 чёрный конь · f3 белая ладья · d2 белый слон · b1 чёрный слон · c1 чёрный слон | g8 чёрный конь · d7 белая ладья · e7 чёрная пешка · f7 чёрная пешка · h7 белая пешка · b6 белый король · c6 чёрная пешка · e6 белый слон · f6 белый конь · g6 чёрная пешка · a5 чёрная пешка · e5 чёрный король · d4 белый конь · e4 белая пешка · b3 чёрный конь · f3 белая ладья · d2 белый слон · b1 чёрный слон · c1 чёрный слон | g8 чёрный конь · d7 белая ладья · e7 чёрная пешка · f7 чёрная пешка · h7 белая пешка · b6 белый король · c6 чёрная пешка · e6 белый слон · f6 белый конь · g6 чёрная пешка · a5 чёрная пешка · e5 чёрный король · d4 белый конь · e4 белая пешка · b3 чёрный конь · f3 белая ладья · d2 белый слон · b1 чёрный слон · c1 чёрный слон | 6 |
| 5 | g8 чёрный конь · d7 белая ладья · e7 чёрная пешка · f7 чёрная пешка · h7 белая пешка · b6 белый король · c6 чёрная пешка · e6 белый слон · f6 белый конь · g6 чёрная пешка · a5 чёрная пешка · e5 чёрный король · d4 белый конь · e4 белая пешка · b3 чёрный конь · f3 белая ладья · d2 белый слон · b1 чёрный слон · c1 чёрный слон | g8 чёрный конь · d7 белая ладья · e7 чёрная пешка · f7 чёрная пешка · h7 белая пешка · b6 белый король · c6 чёрная пешка · e6 белый слон · f6 белый конь · g6 чёрная пешка · a5 чёрная пешка · e5 чёрный король · d4 белый конь · e4 белая пешка · b3 чёрный конь · f3 белая ладья · d2 белый слон · b1 чёрный слон · c1 чёрный слон | g8 чёрный конь · d7 белая ладья · e7 чёрная пешка · f7 чёрная пешка · h7 белая пешка · b6 белый король · c6 чёрная пешка · e6 белый слон · f6 белый конь · g6 чёрная пешка · a5 чёрная пешка · e5 чёрный король · d4 белый конь · e4 белая пешка · b3 чёрный конь · f3 белая ладья · d2 белый слон · b1 чёрный слон · c1 чёрный слон | g8 чёрный конь · d7 белая ладья · e7 чёрная пешка · f7 чёрная пешка · h7 белая пешка · b6 белый король · c6 чёрная пешка · e6 белый слон · f6 белый конь · g6 чёрная пешка · a5 чёрная пешка · e5 чёрный король · d4 белый конь · e4 белая пешка · b3 чёрный конь · f3 белая ладья · d2 белый слон · b1 чёрный слон · c1 чёрный слон | g8 чёрный конь · d7 белая ладья · e7 чёрная пешка · f7 чёрная пешка · h7 белая пешка · b6 белый король · c6 чёрная пешка · e6 белый слон · f6 белый конь · g6 чёрная пешка · a5 чёрная пешка · e5 чёрный король · d4 белый конь · e4 белая пешка · b3 чёрный конь · f3 белая ладья · d2 белый слон · b1 чёрный слон · c1 чёрный слон | g8 чёрный конь · d7 белая ладья · e7 чёрная пешка · f7 чёрная пешка · h7 белая пешка · b6 белый король · c6 чёрная пешка · e6 белый слон · f6 белый конь · g6 чёрная пешка · a5 чёрная пешка · e5 чёрный король · d4 белый конь · e4 белая пешка · b3 чёрный конь · f3 белая ладья · d2 белый слон · b1 чёрный слон · c1 чёрный слон | g8 чёрный конь · d7 белая ладья · e7 чёрная пешка · f7 чёрная пешка · h7 белая пешка · b6 белый король · c6 чёрная пешка · e6 белый слон · f6 белый конь · g6 чёрная пешка · a5 чёрная пешка · e5 чёрный король · d4 белый конь · e4 белая пешка · b3 чёрный конь · f3 белая ладья · d2 белый слон · b1 чёрный слон · c1 чёрный слон | g8 чёрный конь · d7 белая ладья · e7 чёрная пешка · f7 чёрная пешка · h7 белая пешка · b6 белый король · c6 чёрная пешка · e6 белый слон · f6 белый конь · g6 чёрная пешка · a5 чёрная пешка · e5 чёрный король · d4 белый конь · e4 белая пешка · b3 чёрный конь · f3 белая ладья · d2 белый слон · b1 чёрный слон · c1 чёрный слон | 5 |
| 4 | g8 чёрный конь · d7 белая ладья · e7 чёрная пешка · f7 чёрная пешка · h7 белая пешка · b6 белый король · c6 чёрная пешка · e6 белый слон · f6 белый конь · g6 чёрная пешка · a5 чёрная пешка · e5 чёрный король · d4 белый конь · e4 белая пешка · b3 чёрный конь · f3 белая ладья · d2 белый слон · b1 чёрный слон · c1 чёрный слон | g8 чёрный конь · d7 белая ладья · e7 чёрная пешка · f7 чёрная пешка · h7 белая пешка · b6 белый король · c6 чёрная пешка · e6 белый слон · f6 белый конь · g6 чёрная пешка · a5 чёрная пешка · e5 чёрный король · d4 белый конь · e4 белая пешка · b3 чёрный конь · f3 белая ладья · d2 белый слон · b1 чёрный слон · c1 чёрный слон | g8 чёрный конь · d7 белая ладья · e7 чёрная пешка · f7 чёрная пешка · h7 белая пешка · b6 белый король · c6 чёрная пешка · e6 белый слон · f6 белый конь · g6 чёрная пешка · a5 чёрная пешка · e5 чёрный король · d4 белый конь · e4 белая пешка · b3 чёрный конь · f3 белая ладья · d2 белый слон · b1 чёрный слон · c1 чёрный слон | g8 чёрный конь · d7 белая ладья · e7 чёрная пешка · f7 чёрная пешка · h7 белая пешка · b6 белый король · c6 чёрная пешка · e6 белый слон · f6 белый конь · g6 чёрная пешка · a5 чёрная пешка · e5 чёрный король · d4 белый конь · e4 белая пешка · b3 чёрный конь · f3 белая ладья · d2 белый слон · b1 чёрный слон · c1 чёрный слон | g8 чёрный конь · d7 белая ладья · e7 чёрная пешка · f7 чёрная пешка · h7 белая пешка · b6 белый король · c6 чёрная пешка · e6 белый слон · f6 белый конь · g6 чёрная пешка · a5 чёрная пешка · e5 чёрный король · d4 белый конь · e4 белая пешка · b3 чёрный конь · f3 белая ладья · d2 белый слон · b1 чёрный слон · c1 чёрный слон | g8 чёрный конь · d7 белая ладья · e7 чёрная пешка · f7 чёрная пешка · h7 белая пешка · b6 белый король · c6 чёрная пешка · e6 белый слон · f6 белый конь · g6 чёрная пешка · a5 чёрная пешка · e5 чёрный король · d4 белый конь · e4 белая пешка · b3 чёрный конь · f3 белая ладья · d2 белый слон · b1 чёрный слон · c1 чёрный слон | g8 чёрный конь · d7 белая ладья · e7 чёрная пешка · f7 чёрная пешка · h7 белая пешка · b6 белый король · c6 чёрная пешка · e6 белый слон · f6 белый конь · g6 чёрная пешка · a5 чёрная пешка · e5 чёрный король · d4 белый конь · e4 белая пешка · b3 чёрный конь · f3 белая ладья · d2 белый слон · b1 чёрный слон · c1 чёрный слон | g8 чёрный конь · d7 белая ладья · e7 чёрная пешка · f7 чёрная пешка · h7 белая пешка · b6 белый король · c6 чёрная пешка · e6 белый слон · f6 белый конь · g6 чёрная пешка · a5 чёрная пешка · e5 чёрный король · d4 белый конь · e4 белая пешка · b3 чёрный конь · f3 белая ладья · d2 белый слон · b1 чёрный слон · c1 чёрный слон | 4 |
| 3 | g8 чёрный конь · d7 белая ладья · e7 чёрная пешка · f7 чёрная пешка · h7 белая пешка · b6 белый король · c6 чёрная пешка · e6 белый слон · f6 белый конь · g6 чёрная пешка · a5 чёрная пешка · e5 чёрный король · d4 белый конь · e4 белая пешка · b3 чёрный конь · f3 белая ладья · d2 белый слон · b1 чёрный слон · c1 чёрный слон | g8 чёрный конь · d7 белая ладья · e7 чёрная пешка · f7 чёрная пешка · h7 белая пешка · b6 белый король · c6 чёрная пешка · e6 белый слон · f6 белый конь · g6 чёрная пешка · a5 чёрная пешка · e5 чёрный король · d4 белый конь · e4 белая пешка · b3 чёрный конь · f3 белая ладья · d2 белый слон · b1 чёрный слон · c1 чёрный слон | g8 чёрный конь · d7 белая ладья · e7 чёрная пешка · f7 чёрная пешка · h7 белая пешка · b6 белый король · c6 чёрная пешка · e6 белый слон · f6 белый конь · g6 чёрная пешка · a5 чёрная пешка · e5 чёрный король · d4 белый конь · e4 белая пешка · b3 чёрный конь · f3 белая ладья · d2 белый слон · b1 чёрный слон · c1 чёрный слон | g8 чёрный конь · d7 белая ладья · e7 чёрная пешка · f7 чёрная пешка · h7 белая пешка · b6 белый король · c6 чёрная пешка · e6 белый слон · f6 белый конь · g6 чёрная пешка · a5 чёрная пешка · e5 чёрный король · d4 белый конь · e4 белая пешка · b3 чёрный конь · f3 белая ладья · d2 белый слон · b1 чёрный слон · c1 чёрный слон | g8 чёрный конь · d7 белая ладья · e7 чёрная пешка · f7 чёрная пешка · h7 белая пешка · b6 белый король · c6 чёрная пешка · e6 белый слон · f6 белый конь · g6 чёрная пешка · a5 чёрная пешка · e5 чёрный король · d4 белый конь · e4 белая пешка · b3 чёрный конь · f3 белая ладья · d2 белый слон · b1 чёрный слон · c1 чёрный слон | g8 чёрный конь · d7 белая ладья · e7 чёрная пешка · f7 чёрная пешка · h7 белая пешка · b6 белый король · c6 чёрная пешка · e6 белый слон · f6 белый конь · g6 чёрная пешка · a5 чёрная пешка · e5 чёрный король · d4 белый конь · e4 белая пешка · b3 чёрный конь · f3 белая ладья · d2 белый слон · b1 чёрный слон · c1 чёрный слон | g8 чёрный конь · d7 белая ладья · e7 чёрная пешка · f7 чёрная пешка · h7 белая пешка · b6 белый король · c6 чёрная пешка · e6 белый слон · f6 белый конь · g6 чёрная пешка · a5 чёрная пешка · e5 чёрный король · d4 белый конь · e4 белая пешка · b3 чёрный конь · f3 белая ладья · d2 белый слон · b1 чёрный слон · c1 чёрный слон | g8 чёрный конь · d7 белая ладья · e7 чёрная пешка · f7 чёрная пешка · h7 белая пешка · b6 белый король · c6 чёрная пешка · e6 белый слон · f6 белый конь · g6 чёрная пешка · a5 чёрная пешка · e5 чёрный король · d4 белый конь · e4 белая пешка · b3 чёрный конь · f3 белая ладья · d2 белый слон · b1 чёрный слон · c1 чёрный слон | 3 |
| 2 | g8 чёрный конь · d7 белая ладья · e7 чёрная пешка · f7 чёрная пешка · h7 белая пешка · b6 белый король · c6 чёрная пешка · e6 белый слон · f6 белый конь · g6 чёрная пешка · a5 чёрная пешка · e5 чёрный король · d4 белый конь · e4 белая пешка · b3 чёрный конь · f3 белая ладья · d2 белый слон · b1 чёрный слон · c1 чёрный слон | g8 чёрный конь · d7 белая ладья · e7 чёрная пешка · f7 чёрная пешка · h7 белая пешка · b6 белый король · c6 чёрная пешка · e6 белый слон · f6 белый конь · g6 чёрная пешка · a5 чёрная пешка · e5 чёрный король · d4 белый конь · e4 белая пешка · b3 чёрный конь · f3 белая ладья · d2 белый слон · b1 чёрный слон · c1 чёрный слон | g8 чёрный конь · d7 белая ладья · e7 чёрная пешка · f7 чёрная пешка · h7 белая пешка · b6 белый король · c6 чёрная пешка · e6 белый слон · f6 белый конь · g6 чёрная пешка · a5 чёрная пешка · e5 чёрный король · d4 белый конь · e4 белая пешка · b3 чёрный конь · f3 белая ладья · d2 белый слон · b1 чёрный слон · c1 чёрный слон | g8 чёрный конь · d7 белая ладья · e7 чёрная пешка · f7 чёрная пешка · h7 белая пешка · b6 белый король · c6 чёрная пешка · e6 белый слон · f6 белый конь · g6 чёрная пешка · a5 чёрная пешка · e5 чёрный король · d4 белый конь · e4 белая пешка · b3 чёрный конь · f3 белая ладья · d2 белый слон · b1 чёрный слон · c1 чёрный слон | g8 чёрный конь · d7 белая ладья · e7 чёрная пешка · f7 чёрная пешка · h7 белая пешка · b6 белый король · c6 чёрная пешка · e6 белый слон · f6 белый конь · g6 чёрная пешка · a5 чёрная пешка · e5 чёрный король · d4 белый конь · e4 белая пешка · b3 чёрный конь · f3 белая ладья · d2 белый слон · b1 чёрный слон · c1 чёрный слон | g8 чёрный конь · d7 белая ладья · e7 чёрная пешка · f7 чёрная пешка · h7 белая пешка · b6 белый король · c6 чёрная пешка · e6 белый слон · f6 белый конь · g6 чёрная пешка · a5 чёрная пешка · e5 чёрный король · d4 белый конь · e4 белая пешка · b3 чёрный конь · f3 белая ладья · d2 белый слон · b1 чёрный слон · c1 чёрный слон | g8 чёрный конь · d7 белая ладья · e7 чёрная пешка · f7 чёрная пешка · h7 белая пешка · b6 белый король · c6 чёрная пешка · e6 белый слон · f6 белый конь · g6 чёрная пешка · a5 чёрная пешка · e5 чёрный король · d4 белый конь · e4 белая пешка · b3 чёрный конь · f3 белая ладья · d2 белый слон · b1 чёрный слон · c1 чёрный слон | g8 чёрный конь · d7 белая ладья · e7 чёрная пешка · f7 чёрная пешка · h7 белая пешка · b6 белый король · c6 чёрная пешка · e6 белый слон · f6 белый конь · g6 чёрная пешка · a5 чёрная пешка · e5 чёрный король · d4 белый конь · e4 белая пешка · b3 чёрный конь · f3 белая ладья · d2 белый слон · b1 чёрный слон · c1 чёрный слон | 2 |
| 1 | g8 чёрный конь · d7 белая ладья · e7 чёрная пешка · f7 чёрная пешка · h7 белая пешка · b6 белый король · c6 чёрная пешка · e6 белый слон · f6 белый конь · g6 чёрная пешка · a5 чёрная пешка · e5 чёрный король · d4 белый конь · e4 белая пешка · b3 чёрный конь · f3 белая ладья · d2 белый слон · b1 чёрный слон · c1 чёрный слон | g8 чёрный конь · d7 белая ладья · e7 чёрная пешка · f7 чёрная пешка · h7 белая пешка · b6 белый король · c6 чёрная пешка · e6 белый слон · f6 белый конь · g6 чёрная пешка · a5 чёрная пешка · e5 чёрный король · d4 белый конь · e4 белая пешка · b3 чёрный конь · f3 белая ладья · d2 белый слон · b1 чёрный слон · c1 чёрный слон | g8 чёрный конь · d7 белая ладья · e7 чёрная пешка · f7 чёрная пешка · h7 белая пешка · b6 белый король · c6 чёрная пешка · e6 белый слон · f6 белый конь · g6 чёрная пешка · a5 чёрная пешка · e5 чёрный король · d4 белый конь · e4 белая пешка · b3 чёрный конь · f3 белая ладья · d2 белый слон · b1 чёрный слон · c1 чёрный слон | g8 чёрный конь · d7 белая ладья · e7 чёрная пешка · f7 чёрная пешка · h7 белая пешка · b6 белый король · c6 чёрная пешка · e6 белый слон · f6 белый конь · g6 чёрная пешка · a5 чёрная пешка · e5 чёрный король · d4 белый конь · e4 белая пешка · b3 чёрный конь · f3 белая ладья · d2 белый слон · b1 чёрный слон · c1 чёрный слон | g8 чёрный конь · d7 белая ладья · e7 чёрная пешка · f7 чёрная пешка · h7 белая пешка · b6 белый король · c6 чёрная пешка · e6 белый слон · f6 белый конь · g6 чёрная пешка · a5 чёрная пешка · e5 чёрный король · d4 белый конь · e4 белая пешка · b3 чёрный конь · f3 белая ладья · d2 белый слон · b1 чёрный слон · c1 чёрный слон | g8 чёрный конь · d7 белая ладья · e7 чёрная пешка · f7 чёрная пешка · h7 белая пешка · b6 белый король · c6 чёрная пешка · e6 белый слон · f6 белый конь · g6 чёрная пешка · a5 чёрная пешка · e5 чёрный король · d4 белый конь · e4 белая пешка · b3 чёрный конь · f3 белая ладья · d2 белый слон · b1 чёрный слон · c1 чёрный слон | g8 чёрный конь · d7 белая ладья · e7 чёрная пешка · f7 чёрная пешка · h7 белая пешка · b6 белый король · c6 чёрная пешка · e6 белый слон · f6 белый конь · g6 чёрная пешка · a5 чёрная пешка · e5 чёрный король · d4 белый конь · e4 белая пешка · b3 чёрный конь · f3 белая ладья · d2 белый слон · b1 чёрный слон · c1 чёрный слон | g8 чёрный конь · d7 белая ладья · e7 чёрная пешка · f7 чёрная пешка · h7 белая пешка · b6 белый король · c6 чёрная пешка · e6 белый слон · f6 белый конь · g6 чёрная пешка · a5 чёрная пешка · e5 чёрный король · d4 белый конь · e4 белая пешка · b3 чёрный конь · f3 белая ладья · d2 белый слон · b1 чёрный слон · c1 чёрный слон | 1 |
|   | a | b | c | d | e | f | g | h |   |

Иллюзорная игра:

1...fе6 2.К:c6#, 1...С:e4 2.Кg4#, 1...c5 2.Лd5#, 1...g5 2.Лf5#
Ложный след:

1.Сf5? угроза 2.Кg4# (2.К:c6?)

1...К:f6 2.К:c6#

(1...gf5 2.Л:f5#, 1...Kр:f6 2.h8Q#)

но 1...Кh6! 
1.Сd5! угроза 2.К:c6# (2.Кg4?)

1...К:d4 2.Кg4#

(1...cd5 2.Л:d5#, 1...Kр:d4 2.Сc3#

Тема выбора угроз (тема Сушкова). Тема псевдо-Ле Гранд.
|   | a | b | c | d | e | f | g | h |   |
| - | --- | --- | --- | --- | --- | --- | --- | --- | - |
| 8 | f8 чёрная ладья · d7 чёрная пешка · e7 белый конь · c6 чёрная пешка · f6 чёрная пешка · b5 чёрный конь · d5 чёрная пешка · f5 белый конь · h5 чёрная пешка · a4 белая ладья · e4 чёрный слон · f4 чёрный король · h4 белый король · a3 белый слон · c3 белый ферзь · g3 чёрная пешка · b2 чёрная пешка · f2 чёрный слон · g2 белая пешка · e1 белая ладья | f8 чёрная ладья · d7 чёрная пешка · e7 белый конь · c6 чёрная пешка · f6 чёрная пешка · b5 чёрный конь · d5 чёрная пешка · f5 белый конь · h5 чёрная пешка · a4 белая ладья · e4 чёрный слон · f4 чёрный король · h4 белый король · a3 белый слон · c3 белый ферзь · g3 чёрная пешка · b2 чёрная пешка · f2 чёрный слон · g2 белая пешка · e1 белая ладья | f8 чёрная ладья · d7 чёрная пешка · e7 белый конь · c6 чёрная пешка · f6 чёрная пешка · b5 чёрный конь · d5 чёрная пешка · f5 белый конь · h5 чёрная пешка · a4 белая ладья · e4 чёрный слон · f4 чёрный король · h4 белый король · a3 белый слон · c3 белый ферзь · g3 чёрная пешка · b2 чёрная пешка · f2 чёрный слон · g2 белая пешка · e1 белая ладья | f8 чёрная ладья · d7 чёрная пешка · e7 белый конь · c6 чёрная пешка · f6 чёрная пешка · b5 чёрный конь · d5 чёрная пешка · f5 белый конь · h5 чёрная пешка · a4 белая ладья · e4 чёрный слон · f4 чёрный король · h4 белый король · a3 белый слон · c3 белый ферзь · g3 чёрная пешка · b2 чёрная пешка · f2 чёрный слон · g2 белая пешка · e1 белая ладья | f8 чёрная ладья · d7 чёрная пешка · e7 белый конь · c6 чёрная пешка · f6 чёрная пешка · b5 чёрный конь · d5 чёрная пешка · f5 белый конь · h5 чёрная пешка · a4 белая ладья · e4 чёрный слон · f4 чёрный король · h4 белый король · a3 белый слон · c3 белый ферзь · g3 чёрная пешка · b2 чёрная пешка · f2 чёрный слон · g2 белая пешка · e1 белая ладья | f8 чёрная ладья · d7 чёрная пешка · e7 белый конь · c6 чёрная пешка · f6 чёрная пешка · b5 чёрный конь · d5 чёрная пешка · f5 белый конь · h5 чёрная пешка · a4 белая ладья · e4 чёрный слон · f4 чёрный король · h4 белый король · a3 белый слон · c3 белый ферзь · g3 чёрная пешка · b2 чёрная пешка · f2 чёрный слон · g2 белая пешка · e1 белая ладья | f8 чёрная ладья · d7 чёрная пешка · e7 белый конь · c6 чёрная пешка · f6 чёрная пешка · b5 чёрный конь · d5 чёрная пешка · f5 белый конь · h5 чёрная пешка · a4 белая ладья · e4 чёрный слон · f4 чёрный король · h4 белый король · a3 белый слон · c3 белый ферзь · g3 чёрная пешка · b2 чёрная пешка · f2 чёрный слон · g2 белая пешка · e1 белая ладья | f8 чёрная ладья · d7 чёрная пешка · e7 белый конь · c6 чёрная пешка · f6 чёрная пешка · b5 чёрный конь · d5 чёрная пешка · f5 белый конь · h5 чёрная пешка · a4 белая ладья · e4 чёрный слон · f4 чёрный король · h4 белый король · a3 белый слон · c3 белый ферзь · g3 чёрная пешка · b2 чёрная пешка · f2 чёрный слон · g2 белая пешка · e1 белая ладья | 8 |
| 7 | f8 чёрная ладья · d7 чёрная пешка · e7 белый конь · c6 чёрная пешка · f6 чёрная пешка · b5 чёрный конь · d5 чёрная пешка · f5 белый конь · h5 чёрная пешка · a4 белая ладья · e4 чёрный слон · f4 чёрный король · h4 белый король · a3 белый слон · c3 белый ферзь · g3 чёрная пешка · b2 чёрная пешка · f2 чёрный слон · g2 белая пешка · e1 белая ладья | f8 чёрная ладья · d7 чёрная пешка · e7 белый конь · c6 чёрная пешка · f6 чёрная пешка · b5 чёрный конь · d5 чёрная пешка · f5 белый конь · h5 чёрная пешка · a4 белая ладья · e4 чёрный слон · f4 чёрный король · h4 белый король · a3 белый слон · c3 белый ферзь · g3 чёрная пешка · b2 чёрная пешка · f2 чёрный слон · g2 белая пешка · e1 белая ладья | f8 чёрная ладья · d7 чёрная пешка · e7 белый конь · c6 чёрная пешка · f6 чёрная пешка · b5 чёрный конь · d5 чёрная пешка · f5 белый конь · h5 чёрная пешка · a4 белая ладья · e4 чёрный слон · f4 чёрный король · h4 белый король · a3 белый слон · c3 белый ферзь · g3 чёрная пешка · b2 чёрная пешка · f2 чёрный слон · g2 белая пешка · e1 белая ладья | f8 чёрная ладья · d7 чёрная пешка · e7 белый конь · c6 чёрная пешка · f6 чёрная пешка · b5 чёрный конь · d5 чёрная пешка · f5 белый конь · h5 чёрная пешка · a4 белая ладья · e4 чёрный слон · f4 чёрный король · h4 белый король · a3 белый слон · c3 белый ферзь · g3 чёрная пешка · b2 чёрная пешка · f2 чёрный слон · g2 белая пешка · e1 белая ладья | f8 чёрная ладья · d7 чёрная пешка · e7 белый конь · c6 чёрная пешка · f6 чёрная пешка · b5 чёрный конь · d5 чёрная пешка · f5 белый конь · h5 чёрная пешка · a4 белая ладья · e4 чёрный слон · f4 чёрный король · h4 белый король · a3 белый слон · c3 белый ферзь · g3 чёрная пешка · b2 чёрная пешка · f2 чёрный слон · g2 белая пешка · e1 белая ладья | f8 чёрная ладья · d7 чёрная пешка · e7 белый конь · c6 чёрная пешка · f6 чёрная пешка · b5 чёрный конь · d5 чёрная пешка · f5 белый конь · h5 чёрная пешка · a4 белая ладья · e4 чёрный слон · f4 чёрный король · h4 белый король · a3 белый слон · c3 белый ферзь · g3 чёрная пешка · b2 чёрная пешка · f2 чёрный слон · g2 белая пешка · e1 белая ладья | f8 чёрная ладья · d7 чёрная пешка · e7 белый конь · c6 чёрная пешка · f6 чёрная пешка · b5 чёрный конь · d5 чёрная пешка · f5 белый конь · h5 чёрная пешка · a4 белая ладья · e4 чёрный слон · f4 чёрный король · h4 белый король · a3 белый слон · c3 белый ферзь · g3 чёрная пешка · b2 чёрная пешка · f2 чёрный слон · g2 белая пешка · e1 белая ладья | f8 чёрная ладья · d7 чёрная пешка · e7 белый конь · c6 чёрная пешка · f6 чёрная пешка · b5 чёрный конь · d5 чёрная пешка · f5 белый конь · h5 чёрная пешка · a4 белая ладья · e4 чёрный слон · f4 чёрный король · h4 белый король · a3 белый слон · c3 белый ферзь · g3 чёрная пешка · b2 чёрная пешка · f2 чёрный слон · g2 белая пешка · e1 белая ладья | 7 |
| 6 | f8 чёрная ладья · d7 чёрная пешка · e7 белый конь · c6 чёрная пешка · f6 чёрная пешка · b5 чёрный конь · d5 чёрная пешка · f5 белый конь · h5 чёрная пешка · a4 белая ладья · e4 чёрный слон · f4 чёрный король · h4 белый король · a3 белый слон · c3 белый ферзь · g3 чёрная пешка · b2 чёрная пешка · f2 чёрный слон · g2 белая пешка · e1 белая ладья | f8 чёрная ладья · d7 чёрная пешка · e7 белый конь · c6 чёрная пешка · f6 чёрная пешка · b5 чёрный конь · d5 чёрная пешка · f5 белый конь · h5 чёрная пешка · a4 белая ладья · e4 чёрный слон · f4 чёрный король · h4 белый король · a3 белый слон · c3 белый ферзь · g3 чёрная пешка · b2 чёрная пешка · f2 чёрный слон · g2 белая пешка · e1 белая ладья | f8 чёрная ладья · d7 чёрная пешка · e7 белый конь · c6 чёрная пешка · f6 чёрная пешка · b5 чёрный конь · d5 чёрная пешка · f5 белый конь · h5 чёрная пешка · a4 белая ладья · e4 чёрный слон · f4 чёрный король · h4 белый король · a3 белый слон · c3 белый ферзь · g3 чёрная пешка · b2 чёрная пешка · f2 чёрный слон · g2 белая пешка · e1 белая ладья | f8 чёрная ладья · d7 чёрная пешка · e7 белый конь · c6 чёрная пешка · f6 чёрная пешка · b5 чёрный конь · d5 чёрная пешка · f5 белый конь · h5 чёрная пешка · a4 белая ладья · e4 чёрный слон · f4 чёрный король · h4 белый король · a3 белый слон · c3 белый ферзь · g3 чёрная пешка · b2 чёрная пешка · f2 чёрный слон · g2 белая пешка · e1 белая ладья | f8 чёрная ладья · d7 чёрная пешка · e7 белый конь · c6 чёрная пешка · f6 чёрная пешка · b5 чёрный конь · d5 чёрная пешка · f5 белый конь · h5 чёрная пешка · a4 белая ладья · e4 чёрный слон · f4 чёрный король · h4 белый король · a3 белый слон · c3 белый ферзь · g3 чёрная пешка · b2 чёрная пешка · f2 чёрный слон · g2 белая пешка · e1 белая ладья | f8 чёрная ладья · d7 чёрная пешка · e7 белый конь · c6 чёрная пешка · f6 чёрная пешка · b5 чёрный конь · d5 чёрная пешка · f5 белый конь · h5 чёрная пешка · a4 белая ладья · e4 чёрный слон · f4 чёрный король · h4 белый король · a3 белый слон · c3 белый ферзь · g3 чёрная пешка · b2 чёрная пешка · f2 чёрный слон · g2 белая пешка · e1 белая ладья | f8 чёрная ладья · d7 чёрная пешка · e7 белый конь · c6 чёрная пешка · f6 чёрная пешка · b5 чёрный конь · d5 чёрная пешка · f5 белый конь · h5 чёрная пешка · a4 белая ладья · e4 чёрный слон · f4 чёрный король · h4 белый король · a3 белый слон · c3 белый ферзь · g3 чёрная пешка · b2 чёрная пешка · f2 чёрный слон · g2 белая пешка · e1 белая ладья | f8 чёрная ладья · d7 чёрная пешка · e7 белый конь · c6 чёрная пешка · f6 чёрная пешка · b5 чёрный конь · d5 чёрная пешка · f5 белый конь · h5 чёрная пешка · a4 белая ладья · e4 чёрный слон · f4 чёрный король · h4 белый король · a3 белый слон · c3 белый ферзь · g3 чёрная пешка · b2 чёрная пешка · f2 чёрный слон · g2 белая пешка · e1 белая ладья | 6 |
| 5 | f8 чёрная ладья · d7 чёрная пешка · e7 белый конь · c6 чёрная пешка · f6 чёрная пешка · b5 чёрный конь · d5 чёрная пешка · f5 белый конь · h5 чёрная пешка · a4 белая ладья · e4 чёрный слон · f4 чёрный король · h4 белый король · a3 белый слон · c3 белый ферзь · g3 чёрная пешка · b2 чёрная пешка · f2 чёрный слон · g2 белая пешка · e1 белая ладья | f8 чёрная ладья · d7 чёрная пешка · e7 белый конь · c6 чёрная пешка · f6 чёрная пешка · b5 чёрный конь · d5 чёрная пешка · f5 белый конь · h5 чёрная пешка · a4 белая ладья · e4 чёрный слон · f4 чёрный король · h4 белый король · a3 белый слон · c3 белый ферзь · g3 чёрная пешка · b2 чёрная пешка · f2 чёрный слон · g2 белая пешка · e1 белая ладья | f8 чёрная ладья · d7 чёрная пешка · e7 белый конь · c6 чёрная пешка · f6 чёрная пешка · b5 чёрный конь · d5 чёрная пешка · f5 белый конь · h5 чёрная пешка · a4 белая ладья · e4 чёрный слон · f4 чёрный король · h4 белый король · a3 белый слон · c3 белый ферзь · g3 чёрная пешка · b2 чёрная пешка · f2 чёрный слон · g2 белая пешка · e1 белая ладья | f8 чёрная ладья · d7 чёрная пешка · e7 белый конь · c6 чёрная пешка · f6 чёрная пешка · b5 чёрный конь · d5 чёрная пешка · f5 белый конь · h5 чёрная пешка · a4 белая ладья · e4 чёрный слон · f4 чёрный король · h4 белый король · a3 белый слон · c3 белый ферзь · g3 чёрная пешка · b2 чёрная пешка · f2 чёрный слон · g2 белая пешка · e1 белая ладья | f8 чёрная ладья · d7 чёрная пешка · e7 белый конь · c6 чёрная пешка · f6 чёрная пешка · b5 чёрный конь · d5 чёрная пешка · f5 белый конь · h5 чёрная пешка · a4 белая ладья · e4 чёрный слон · f4 чёрный король · h4 белый король · a3 белый слон · c3 белый ферзь · g3 чёрная пешка · b2 чёрная пешка · f2 чёрный слон · g2 белая пешка · e1 белая ладья | f8 чёрная ладья · d7 чёрная пешка · e7 белый конь · c6 чёрная пешка · f6 чёрная пешка · b5 чёрный конь · d5 чёрная пешка · f5 белый конь · h5 чёрная пешка · a4 белая ладья · e4 чёрный слон · f4 чёрный король · h4 белый король · a3 белый слон · c3 белый ферзь · g3 чёрная пешка · b2 чёрная пешка · f2 чёрный слон · g2 белая пешка · e1 белая ладья | f8 чёрная ладья · d7 чёрная пешка · e7 белый конь · c6 чёрная пешка · f6 чёрная пешка · b5 чёрный конь · d5 чёрная пешка · f5 белый конь · h5 чёрная пешка · a4 белая ладья · e4 чёрный слон · f4 чёрный король · h4 белый король · a3 белый слон · c3 белый ферзь · g3 чёрная пешка · b2 чёрная пешка · f2 чёрный слон · g2 белая пешка · e1 белая ладья | f8 чёрная ладья · d7 чёрная пешка · e7 белый конь · c6 чёрная пешка · f6 чёрная пешка · b5 чёрный конь · d5 чёрная пешка · f5 белый конь · h5 чёрная пешка · a4 белая ладья · e4 чёрный слон · f4 чёрный король · h4 белый король · a3 белый слон · c3 белый ферзь · g3 чёрная пешка · b2 чёрная пешка · f2 чёрный слон · g2 белая пешка · e1 белая ладья | 5 |
| 4 | f8 чёрная ладья · d7 чёрная пешка · e7 белый конь · c6 чёрная пешка · f6 чёрная пешка · b5 чёрный конь · d5 чёрная пешка · f5 белый конь · h5 чёрная пешка · a4 белая ладья · e4 чёрный слон · f4 чёрный король · h4 белый король · a3 белый слон · c3 белый ферзь · g3 чёрная пешка · b2 чёрная пешка · f2 чёрный слон · g2 белая пешка · e1 белая ладья | f8 чёрная ладья · d7 чёрная пешка · e7 белый конь · c6 чёрная пешка · f6 чёрная пешка · b5 чёрный конь · d5 чёрная пешка · f5 белый конь · h5 чёрная пешка · a4 белая ладья · e4 чёрный слон · f4 чёрный король · h4 белый король · a3 белый слон · c3 белый ферзь · g3 чёрная пешка · b2 чёрная пешка · f2 чёрный слон · g2 белая пешка · e1 белая ладья | f8 чёрная ладья · d7 чёрная пешка · e7 белый конь · c6 чёрная пешка · f6 чёрная пешка · b5 чёрный конь · d5 чёрная пешка · f5 белый конь · h5 чёрная пешка · a4 белая ладья · e4 чёрный слон · f4 чёрный король · h4 белый король · a3 белый слон · c3 белый ферзь · g3 чёрная пешка · b2 чёрная пешка · f2 чёрный слон · g2 белая пешка · e1 белая ладья | f8 чёрная ладья · d7 чёрная пешка · e7 белый конь · c6 чёрная пешка · f6 чёрная пешка · b5 чёрный конь · d5 чёрная пешка · f5 белый конь · h5 чёрная пешка · a4 белая ладья · e4 чёрный слон · f4 чёрный король · h4 белый король · a3 белый слон · c3 белый ферзь · g3 чёрная пешка · b2 чёрная пешка · f2 чёрный слон · g2 белая пешка · e1 белая ладья | f8 чёрная ладья · d7 чёрная пешка · e7 белый конь · c6 чёрная пешка · f6 чёрная пешка · b5 чёрный конь · d5 чёрная пешка · f5 белый конь · h5 чёрная пешка · a4 белая ладья · e4 чёрный слон · f4 чёрный король · h4 белый король · a3 белый слон · c3 белый ферзь · g3 чёрная пешка · b2 чёрная пешка · f2 чёрный слон · g2 белая пешка · e1 белая ладья | f8 чёрная ладья · d7 чёрная пешка · e7 белый конь · c6 чёрная пешка · f6 чёрная пешка · b5 чёрный конь · d5 чёрная пешка · f5 белый конь · h5 чёрная пешка · a4 белая ладья · e4 чёрный слон · f4 чёрный король · h4 белый король · a3 белый слон · c3 белый ферзь · g3 чёрная пешка · b2 чёрная пешка · f2 чёрный слон · g2 белая пешка · e1 белая ладья | f8 чёрная ладья · d7 чёрная пешка · e7 белый конь · c6 чёрная пешка · f6 чёрная пешка · b5 чёрный конь · d5 чёрная пешка · f5 белый конь · h5 чёрная пешка · a4 белая ладья · e4 чёрный слон · f4 чёрный король · h4 белый король · a3 белый слон · c3 белый ферзь · g3 чёрная пешка · b2 чёрная пешка · f2 чёрный слон · g2 белая пешка · e1 белая ладья | f8 чёрная ладья · d7 чёрная пешка · e7 белый конь · c6 чёрная пешка · f6 чёрная пешка · b5 чёрный конь · d5 чёрная пешка · f5 белый конь · h5 чёрная пешка · a4 белая ладья · e4 чёрный слон · f4 чёрный король · h4 белый король · a3 белый слон · c3 белый ферзь · g3 чёрная пешка · b2 чёрная пешка · f2 чёрный слон · g2 белая пешка · e1 белая ладья | 4 |
| 3 | f8 чёрная ладья · d7 чёрная пешка · e7 белый конь · c6 чёрная пешка · f6 чёрная пешка · b5 чёрный конь · d5 чёрная пешка · f5 белый конь · h5 чёрная пешка · a4 белая ладья · e4 чёрный слон · f4 чёрный король · h4 белый король · a3 белый слон · c3 белый ферзь · g3 чёрная пешка · b2 чёрная пешка · f2 чёрный слон · g2 белая пешка · e1 белая ладья | f8 чёрная ладья · d7 чёрная пешка · e7 белый конь · c6 чёрная пешка · f6 чёрная пешка · b5 чёрный конь · d5 чёрная пешка · f5 белый конь · h5 чёрная пешка · a4 белая ладья · e4 чёрный слон · f4 чёрный король · h4 белый король · a3 белый слон · c3 белый ферзь · g3 чёрная пешка · b2 чёрная пешка · f2 чёрный слон · g2 белая пешка · e1 белая ладья | f8 чёрная ладья · d7 чёрная пешка · e7 белый конь · c6 чёрная пешка · f6 чёрная пешка · b5 чёрный конь · d5 чёрная пешка · f5 белый конь · h5 чёрная пешка · a4 белая ладья · e4 чёрный слон · f4 чёрный король · h4 белый король · a3 белый слон · c3 белый ферзь · g3 чёрная пешка · b2 чёрная пешка · f2 чёрный слон · g2 белая пешка · e1 белая ладья | f8 чёрная ладья · d7 чёрная пешка · e7 белый конь · c6 чёрная пешка · f6 чёрная пешка · b5 чёрный конь · d5 чёрная пешка · f5 белый конь · h5 чёрная пешка · a4 белая ладья · e4 чёрный слон · f4 чёрный король · h4 белый король · a3 белый слон · c3 белый ферзь · g3 чёрная пешка · b2 чёрная пешка · f2 чёрный слон · g2 белая пешка · e1 белая ладья | f8 чёрная ладья · d7 чёрная пешка · e7 белый конь · c6 чёрная пешка · f6 чёрная пешка · b5 чёрный конь · d5 чёрная пешка · f5 белый конь · h5 чёрная пешка · a4 белая ладья · e4 чёрный слон · f4 чёрный король · h4 белый король · a3 белый слон · c3 белый ферзь · g3 чёрная пешка · b2 чёрная пешка · f2 чёрный слон · g2 белая пешка · e1 белая ладья | f8 чёрная ладья · d7 чёрная пешка · e7 белый конь · c6 чёрная пешка · f6 чёрная пешка · b5 чёрный конь · d5 чёрная пешка · f5 белый конь · h5 чёрная пешка · a4 белая ладья · e4 чёрный слон · f4 чёрный король · h4 белый король · a3 белый слон · c3 белый ферзь · g3 чёрная пешка · b2 чёрная пешка · f2 чёрный слон · g2 белая пешка · e1 белая ладья | f8 чёрная ладья · d7 чёрная пешка · e7 белый конь · c6 чёрная пешка · f6 чёрная пешка · b5 чёрный конь · d5 чёрная пешка · f5 белый конь · h5 чёрная пешка · a4 белая ладья · e4 чёрный слон · f4 чёрный король · h4 белый король · a3 белый слон · c3 белый ферзь · g3 чёрная пешка · b2 чёрная пешка · f2 чёрный слон · g2 белая пешка · e1 белая ладья | f8 чёрная ладья · d7 чёрная пешка · e7 белый конь · c6 чёрная пешка · f6 чёрная пешка · b5 чёрный конь · d5 чёрная пешка · f5 белый конь · h5 чёрная пешка · a4 белая ладья · e4 чёрный слон · f4 чёрный король · h4 белый король · a3 белый слон · c3 белый ферзь · g3 чёрная пешка · b2 чёрная пешка · f2 чёрный слон · g2 белая пешка · e1 белая ладья | 3 |
| 2 | f8 чёрная ладья · d7 чёрная пешка · e7 белый конь · c6 чёрная пешка · f6 чёрная пешка · b5 чёрный конь · d5 чёрная пешка · f5 белый конь · h5 чёрная пешка · a4 белая ладья · e4 чёрный слон · f4 чёрный король · h4 белый король · a3 белый слон · c3 белый ферзь · g3 чёрная пешка · b2 чёрная пешка · f2 чёрный слон · g2 белая пешка · e1 белая ладья | f8 чёрная ладья · d7 чёрная пешка · e7 белый конь · c6 чёрная пешка · f6 чёрная пешка · b5 чёрный конь · d5 чёрная пешка · f5 белый конь · h5 чёрная пешка · a4 белая ладья · e4 чёрный слон · f4 чёрный король · h4 белый король · a3 белый слон · c3 белый ферзь · g3 чёрная пешка · b2 чёрная пешка · f2 чёрный слон · g2 белая пешка · e1 белая ладья | f8 чёрная ладья · d7 чёрная пешка · e7 белый конь · c6 чёрная пешка · f6 чёрная пешка · b5 чёрный конь · d5 чёрная пешка · f5 белый конь · h5 чёрная пешка · a4 белая ладья · e4 чёрный слон · f4 чёрный король · h4 белый король · a3 белый слон · c3 белый ферзь · g3 чёрная пешка · b2 чёрная пешка · f2 чёрный слон · g2 белая пешка · e1 белая ладья | f8 чёрная ладья · d7 чёрная пешка · e7 белый конь · c6 чёрная пешка · f6 чёрная пешка · b5 чёрный конь · d5 чёрная пешка · f5 белый конь · h5 чёрная пешка · a4 белая ладья · e4 чёрный слон · f4 чёрный король · h4 белый король · a3 белый слон · c3 белый ферзь · g3 чёрная пешка · b2 чёрная пешка · f2 чёрный слон · g2 белая пешка · e1 белая ладья | f8 чёрная ладья · d7 чёрная пешка · e7 белый конь · c6 чёрная пешка · f6 чёрная пешка · b5 чёрный конь · d5 чёрная пешка · f5 белый конь · h5 чёрная пешка · a4 белая ладья · e4 чёрный слон · f4 чёрный король · h4 белый король · a3 белый слон · c3 белый ферзь · g3 чёрная пешка · b2 чёрная пешка · f2 чёрный слон · g2 белая пешка · e1 белая ладья | f8 чёрная ладья · d7 чёрная пешка · e7 белый конь · c6 чёрная пешка · f6 чёрная пешка · b5 чёрный конь · d5 чёрная пешка · f5 белый конь · h5 чёрная пешка · a4 белая ладья · e4 чёрный слон · f4 чёрный король · h4 белый король · a3 белый слон · c3 белый ферзь · g3 чёрная пешка · b2 чёрная пешка · f2 чёрный слон · g2 белая пешка · e1 белая ладья | f8 чёрная ладья · d7 чёрная пешка · e7 белый конь · c6 чёрная пешка · f6 чёрная пешка · b5 чёрный конь · d5 чёрная пешка · f5 белый конь · h5 чёрная пешка · a4 белая ладья · e4 чёрный слон · f4 чёрный король · h4 белый король · a3 белый слон · c3 белый ферзь · g3 чёрная пешка · b2 чёрная пешка · f2 чёрный слон · g2 белая пешка · e1 белая ладья | f8 чёрная ладья · d7 чёрная пешка · e7 белый конь · c6 чёрная пешка · f6 чёрная пешка · b5 чёрный конь · d5 чёрная пешка · f5 белый конь · h5 чёрная пешка · a4 белая ладья · e4 чёрный слон · f4 чёрный король · h4 белый король · a3 белый слон · c3 белый ферзь · g3 чёрная пешка · b2 чёрная пешка · f2 чёрный слон · g2 белая пешка · e1 белая ладья | 2 |
| 1 | f8 чёрная ладья · d7 чёрная пешка · e7 белый конь · c6 чёрная пешка · f6 чёрная пешка · b5 чёрный конь · d5 чёрная пешка · f5 белый конь · h5 чёрная пешка · a4 белая ладья · e4 чёрный слон · f4 чёрный король · h4 белый король · a3 белый слон · c3 белый ферзь · g3 чёрная пешка · b2 чёрная пешка · f2 чёрный слон · g2 белая пешка · e1 белая ладья | f8 чёрная ладья · d7 чёрная пешка · e7 белый конь · c6 чёрная пешка · f6 чёрная пешка · b5 чёрный конь · d5 чёрная пешка · f5 белый конь · h5 чёрная пешка · a4 белая ладья · e4 чёрный слон · f4 чёрный король · h4 белый король · a3 белый слон · c3 белый ферзь · g3 чёрная пешка · b2 чёрная пешка · f2 чёрный слон · g2 белая пешка · e1 белая ладья | f8 чёрная ладья · d7 чёрная пешка · e7 белый конь · c6 чёрная пешка · f6 чёрная пешка · b5 чёрный конь · d5 чёрная пешка · f5 белый конь · h5 чёрная пешка · a4 белая ладья · e4 чёрный слон · f4 чёрный король · h4 белый король · a3 белый слон · c3 белый ферзь · g3 чёрная пешка · b2 чёрная пешка · f2 чёрный слон · g2 белая пешка · e1 белая ладья | f8 чёрная ладья · d7 чёрная пешка · e7 белый конь · c6 чёрная пешка · f6 чёрная пешка · b5 чёрный конь · d5 чёрная пешка · f5 белый конь · h5 чёрная пешка · a4 белая ладья · e4 чёрный слон · f4 чёрный король · h4 белый король · a3 белый слон · c3 белый ферзь · g3 чёрная пешка · b2 чёрная пешка · f2 чёрный слон · g2 белая пешка · e1 белая ладья | f8 чёрная ладья · d7 чёрная пешка · e7 белый конь · c6 чёрная пешка · f6 чёрная пешка · b5 чёрный конь · d5 чёрная пешка · f5 белый конь · h5 чёрная пешка · a4 белая ладья · e4 чёрный слон · f4 чёрный король · h4 белый король · a3 белый слон · c3 белый ферзь · g3 чёрная пешка · b2 чёрная пешка · f2 чёрный слон · g2 белая пешка · e1 белая ладья | f8 чёрная ладья · d7 чёрная пешка · e7 белый конь · c6 чёрная пешка · f6 чёрная пешка · b5 чёрный конь · d5 чёрная пешка · f5 белый конь · h5 чёрная пешка · a4 белая ладья · e4 чёрный слон · f4 чёрный король · h4 белый король · a3 белый слон · c3 белый ферзь · g3 чёрная пешка · b2 чёрная пешка · f2 чёрный слон · g2 белая пешка · e1 белая ладья | f8 чёрная ладья · d7 чёрная пешка · e7 белый конь · c6 чёрная пешка · f6 чёрная пешка · b5 чёрный конь · d5 чёрная пешка · f5 белый конь · h5 чёрная пешка · a4 белая ладья · e4 чёрный слон · f4 чёрный король · h4 белый король · a3 белый слон · c3 белый ферзь · g3 чёрная пешка · b2 чёрная пешка · f2 чёрный слон · g2 белая пешка · e1 белая ладья | f8 чёрная ладья · d7 чёрная пешка · e7 белый конь · c6 чёрная пешка · f6 чёрная пешка · b5 чёрный конь · d5 чёрная пешка · f5 белый конь · h5 чёрная пешка · a4 белая ладья · e4 чёрный слон · f4 чёрный король · h4 белый король · a3 белый слон · c3 белый ферзь · g3 чёрная пешка · b2 чёрная пешка · f2 чёрный слон · g2 белая пешка · e1 белая ладья | 1 |
|   | a | b | c | d | e | f | g | h |   |

1.Kf~? угроза 2.Kg6#, но 1...d4! 
1.Кd6? — 2.Кg6#, но 1...Кd4! 
1.К:g3? — 2.Кg6#, но 1...Сd4! 
1.Кd4! — 2.Кe2#

1...К:d4(К:c3) 2.Сd6#

1...С:d4 2.Ф:g3#

1...Kрe5 2.Кg6#

1...Сd3 2.Кe6#

Белая коррекция. Тема «каприз».